# Lykovrysi-Pefki
Lykovrysi-Pefki (Grieks: Λυκόβρυση-Πεύκη) is sedert 2011 een fusiegemeente (dimos) in de Griekse bestuurlijke regio (periferia) Attica.
De twee deelgemeenten (dimotiki enotita) van de fusiegemeente zijn:
- Lykovrysi (Λυκόβρυση)
- Pefki (Πεύκη)